# نبت (بعدان)

تعديل مصدري - تعديل

نبت هي إحدى قرى عزلة المشكي بمديرية بعدان التابعة لمحافظة إب، بلغ تعداد سكانها 302 نسمة حسب تعداد اليمن لعام 2004.